# Уилсон, Мэри Эллен

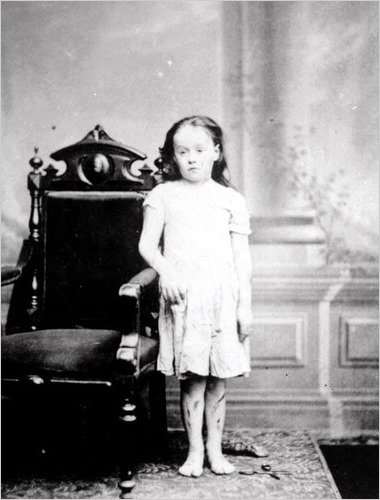
Мэри Эллен в 1874 году

Мэри Эллен Уилсон (англ. Mary Ellen Wilson; март 1864 — 30 октября 1956, Нью-Йорк, США) — американская девочка, чей случай жестокого обращения с детьми привёл к созданию  Нью-Йоркского общества по предупреждению жестокого обращения с детьми. В возрасте восьми лет она подвергалась жестокому обращению со стороны своих приемных родителей, Фрэнсиса и Мэри Коннолли. Поскольку в то время в законодательстве США не было никаких законов, касающихся жестокого обращения с детьми, то Мэри была изъята из семьи на основании закона о жестоком обращении с животными. Её случай стал первым зарегистрированным случаем жестокого обращения с детьми в Соединенных Штатах.

## Биография
Мэри Эллен родилась в марте 1864 года в семье Фрэнсис и Томаса Уилсонов из беднейшего района Адская кухня в Нью-Йорке. После смерти Томаса на гражданской войне, Фрэнсис пришлось устроиться на работу, из-за чего она больше не могла оставаться дома и воспитывать свою маленькую дочь. Она передала девочку женщине по имени Мэри Скор, которая должна была ухаживать за девочкой за оплату. Когда финансовое положение Фрэнсис Уилсон ухудшилось, она начала пропускать встречи с дочерью и больше не могла вносить платежи на уход за ребенком. В результате Скор передала Мэри Эллен, которой было на тот момент почти два года, в Департамент благотворительности Нью-Йорка.
Департамент поместил Мэри Эллен под опеку Томаса и Мэри Маккормак. Согласно свидетельским показаниям Мэри Коннолли, Томас МакКормак, её первый муж, утверждал, что является биологическим отцом Мэри Эллен Уилсон. Департамент благотворительности незаконно поместил Мэри Эллен под опеку МакКормаков, без предоставления надлежащих документов. Томас Маккормак подписал соглашение о «заключении договора» после того, как забрал Мэри Эллен из Департамента благотворительности, но не объяснил уполномоченному по вопросам благотворительности и исправления какое он или его жена имеют отношение к ребенку. Маккормаки должны были ежегодно сообщать Департаменту о состоянии ребенка, но, согласно последним показаниям Мэри Коннолли, это происходило лишь один или два раза за всё время пребывания Мэри Эллен у них.

### Расследование преступления
Вскоре после того, как Мэри Эллен попала под опеку МакКормаков, Томас МакКормак умер. Мэри Маккормак вышла замуж за Фрэнсиса Коннолли, переехав вместе с Мэри Эллен в квартиру на Западной 41-й улице. Именно по этому адресу соседи впервые узнали о жестоком обращении с юной Мэри Эллен. Приемная мать заставляла её выполнять тяжелую работу, многократно избивала, обжигала и резала девочку, а также запирала её в шкафу. Когда Коннолли переехали на новый адрес, кто-то из соседей попросил Этту Энгель Уилер, методистку-миссионера, которая работала в этом районе, проверить состояние ребенка. Под предлогом обращения к миссис Коннолли за помощью в уходе за больной соседкой, Уилер получила доступ к квартире Коннолли, где смогла лично убедиться в состоянии Мэри Эллен. Когда Уилер увидела доказательства физического насилия, истощения и отсутствия ухода за Мэри Эллен, Уилер начала исследовать правовое поле, чтобы спасти девочку. Обнаружив, что местные власти не видят в жестоком обращении с ребёнком никаких нарушений, Уилер обратилась к местному стороннику гуманного отношения к животным и основателю Американского общества по предотвращению жестокого обращения с животными, Генри Бергу. С помощью показаний соседей Уилер и Берг успешно забрали Мэри Эллен у Коннолли и добились суда над Мэри Коннолли.
Дело Мэри Эллен было передано в Верховный суд штата Нью-Йорк. На момент суда ей было 10 лет. Из показаний девочки следовало, что её приемные родители регулярно жестоко избивали её, плохо кормили, вынуждали её спать на полу, не давали ей теплой одежды в холодную погоду, часто запирали её в тёмной комнате, запрещали выходить на улицу днём, а ночью отпускали лишь во двор.
Ребенок дал показания в суде по поводу жестокого обращения, которому она подверглась, а затем — 10 апреля 1874 года — она сказала:
«Мои отец и мать оба мертвы. Я не знаю, сколько мне лет. У меня нет воспоминаний о том времени, когда я не жила с Коннолли. Матушка имела привычку бить меня почти каждый день. Она била меня плетёным кнутом из кожи, кнут всегда оставлял черные и синие отметины на моем теле. У меня есть черные и синие отметины на голове, сделанные матушкой, а также порез на левой стороне лба, сделанный ножницами. Она ударила меня ножницами и порезала меня; Я не помню, чтобы меня когда-либо целовали — матушка никогда не целовала меня. Матушка никогда не брала меня на колени, не ласкала и не гладила. Я никогда не осмеливалась говорить с кем-либо, потому что если бы я это сделала, меня бы избили. Я не знаю, за что меня били — матушка никогда не говорила мне, когда била. Я не хочу возвращаться и жить с матушкой, потому что она бьет меня. Я не помню, чтобы я когда-либо в жизни была на улице».
Мэри Коннолли была приговорена к тюремному заключению сроком на один год. В том же году было основано Нью-Йоркское общество по предупреждению жестокого обращения с детьми, первая организация такого рода.

### Дальнейшая жизнь
После суда над Мэри Коннолли, Мэри Эллен была помещена в приют для несовершеннолетних, после чего Этта Уилер и её семья успешно получили опеку над ней. В 1888 году в возрасте 24 лет Мэри Эллен вышла замуж за Льюиса Шутта. У них родилось две дочери, старшую дочь Мэри Эллен назвала Эттой в честь Этты Уилер, а младшую Флоренс. У Шутта также было трое детей от предыдущего брака, а позже они усыновили девочку-сироту по имени Юнис. Этта и Флоренс стали учительницами, Юнис стала предпринимательницей. Дети и внуки Мэри Эллен описывали её как добрую и не слишком строгую. Она редко говорила со своей семьей о насилии, пережитым ею в детстве, однако в 1913 году она согласилась принять участие в национальной конференции Американской гуманитарной ассоциации в Рочестере, штат Нью-Йорк, с Эттой Уилер. Миссис Уилер была приглашенным докладчиком на конференции. Её доклад «История Мэри Эллен, которая положила начало крестовому походу по спасению детей во всем мире» был опубликован Американской гуманитарной ассоциацией. Мэри Эллен умерла в 1956 году в возрасте 92 лет.